# Hinulugang Taktak
Hinulugang Taktak es una cascada en el norte de las Filipinas que se encuentra en la provincia de Rizal en la isla de Luzón. El área de la cascada ha sido designada como un Parque nacional por el Departamento de Medio Ambiente y Recursos Naturales y es uno de los dos puntos turísticos más populares en la ciudad de Antipolo, la capital de Rizal, siendo la otra la Catedral de Antipolo. En 1990, la caída de agua también fue proclamada como un Santuario Histórico Nacional en virtud de Ley de la República 6964.
Las aguas están contaminadas y no son aptas para nadar.

## Galería

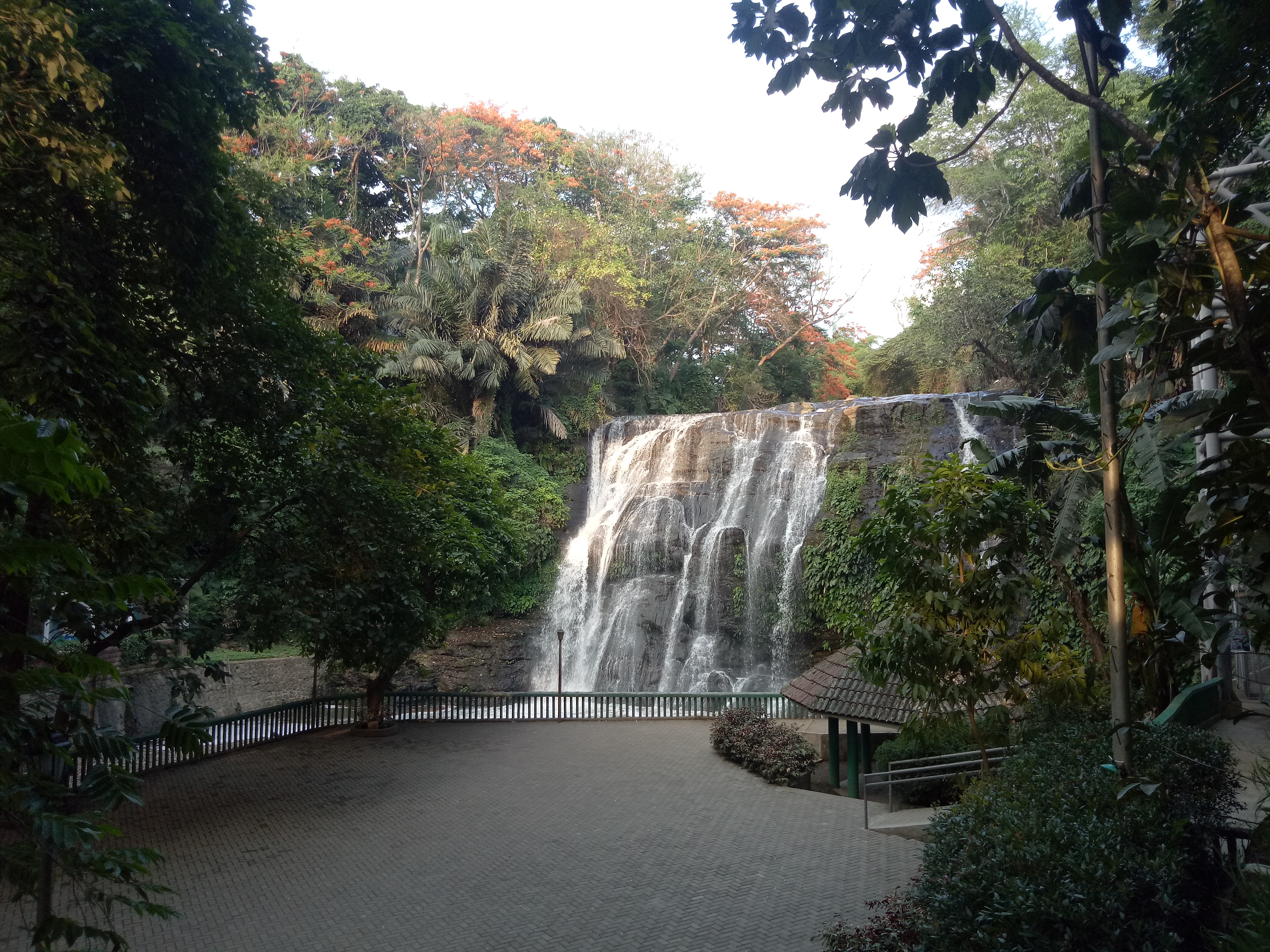
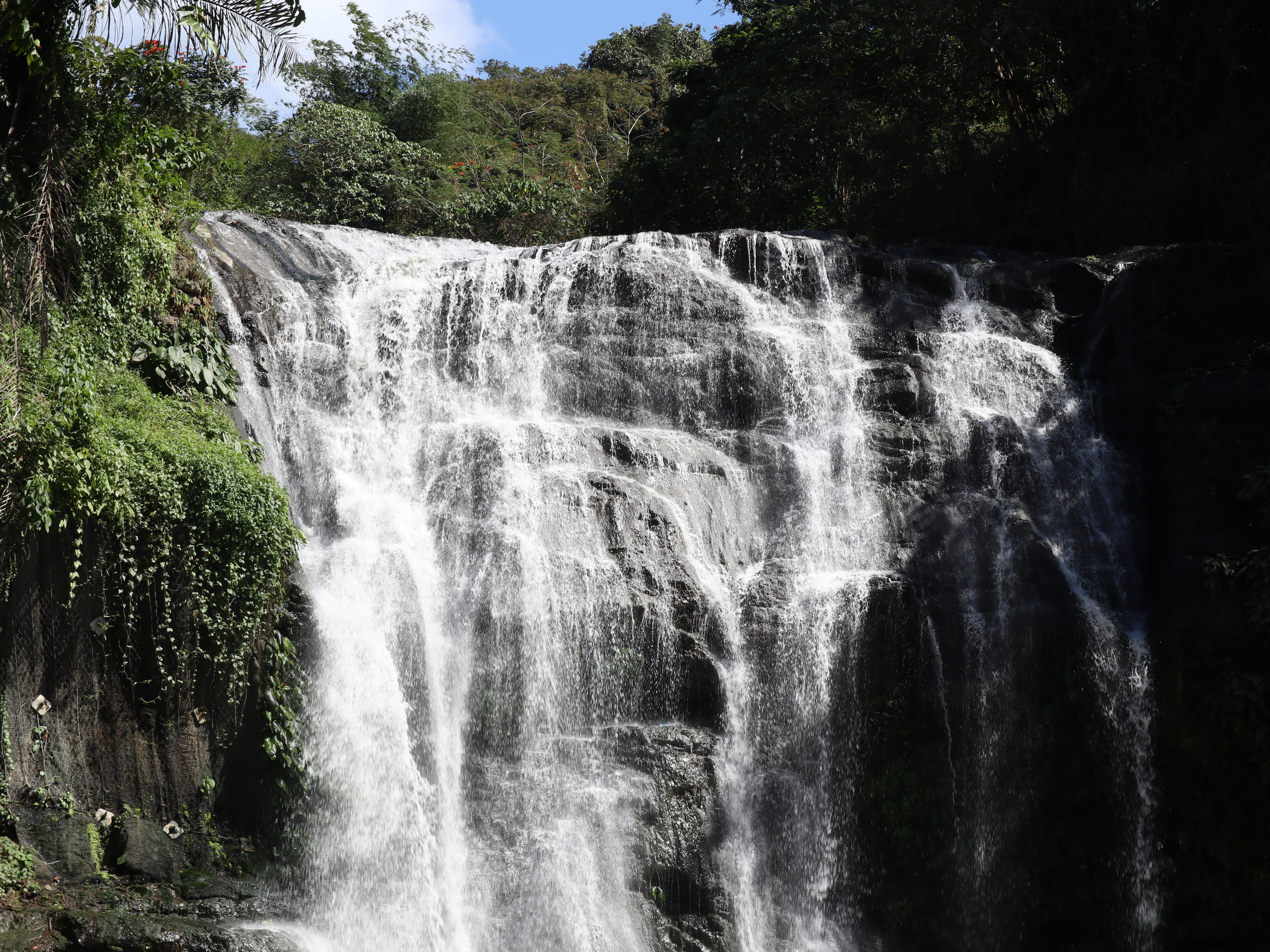
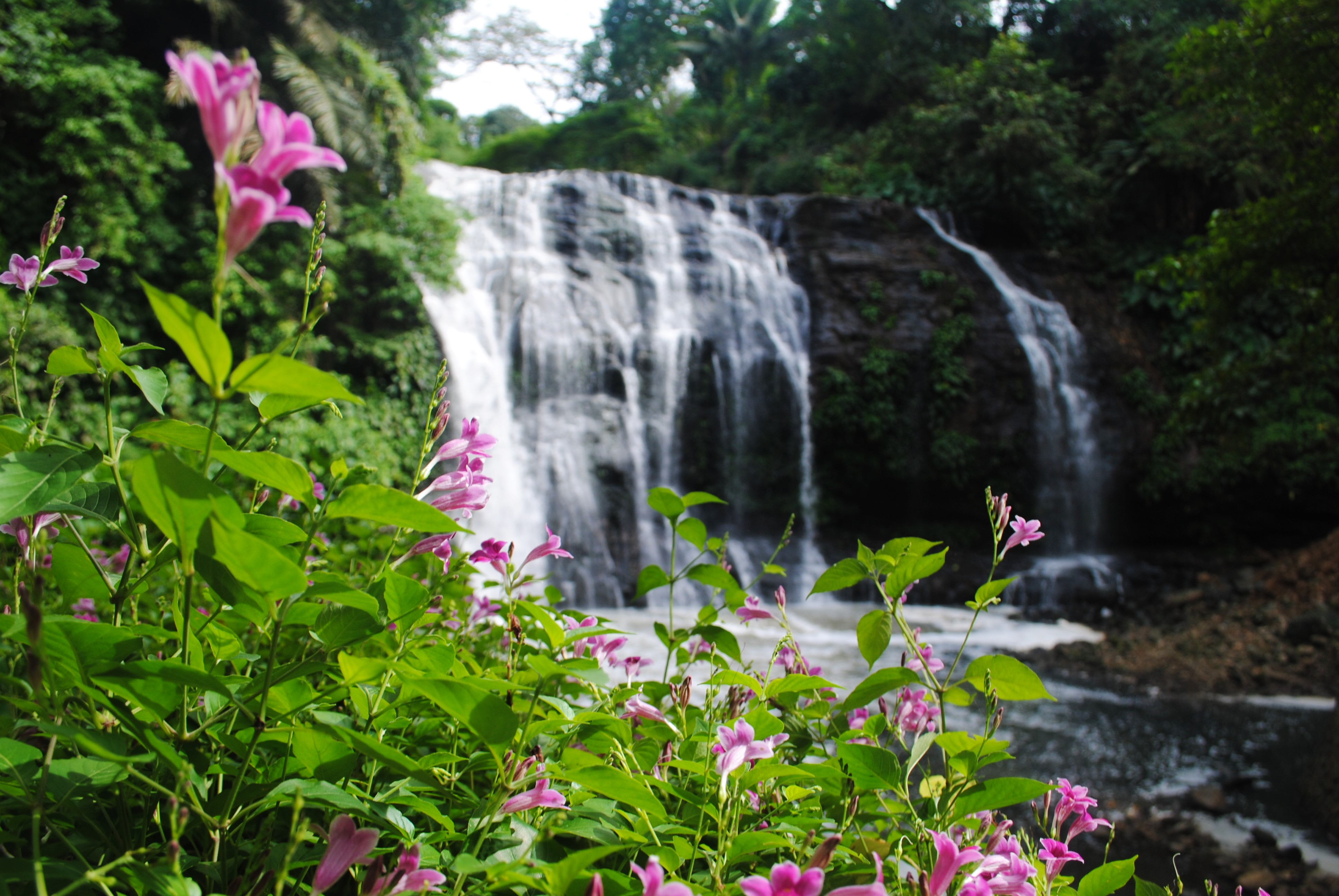
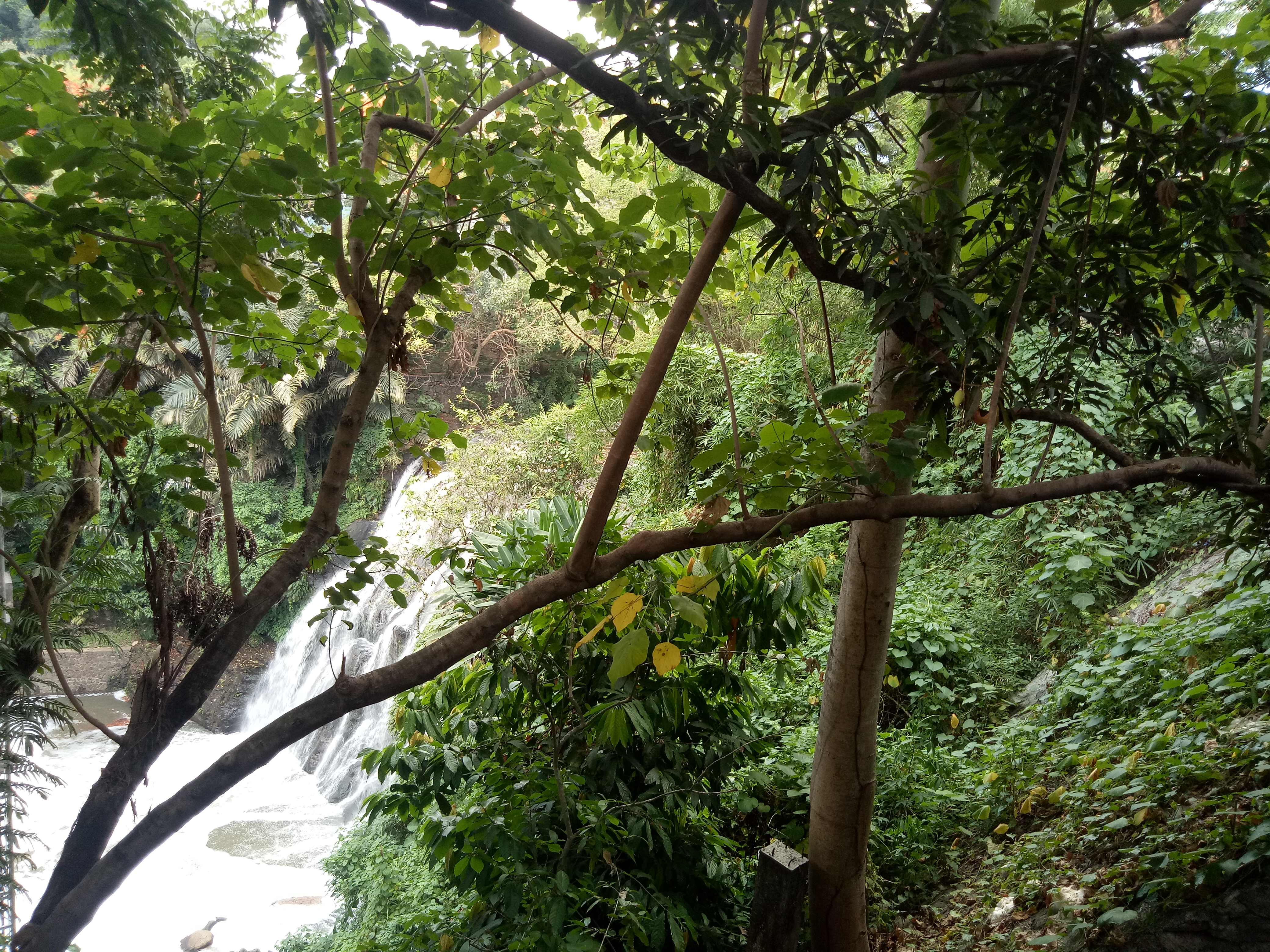